# Braunschweig
Braunschweig (A.F.I. [ˈb̥ʀɑʊ̯nʃʷv̥aɪ̯kʰ]), Brunsvic en la seva forma catalanitzada, és una ciutat alemanya de la regió de la Baixa Saxònia. És al nord de les muntanyes Harz, al punt navegable a l'edat mitjana més remot del riu Oker, un afluent de l'Àl·ler que connectava la ciutat amb el Mar del Nord.
Al castell d'aquesta ciutat hi va treballar fins a la seva mort, el compositor, Johann Schwanberg (1740-1804) que hi va compondre quasi tota la seva obra, i estrenar les seves òperes. També hi visqué durant un temps el músic alemany Eric Mangold.
Hui en dia és la segona ciutat amb més població de la Baixa Saxònia i un important centre de recerca científica.

## Fills il·lustres
- Martin Bartels (1769-1836), matemàtic
- Rudolph Maria Breithaupt (1873-1945), musicòleg i pianista musical.
- Fritz Dieterichs (1872-[....?]), músic clarinetista de l'Orquestra Simfònica de Filadèlfia.
- Emil Fischer (1838 - 1914), fou un cantant d'òpera baix-baríton.
- Carl Friedrich Gauss (1777-1855), matemàtic
- Karl Heinrich Gräffe (1799-1873), matemàtic
- Franz von Holstein (1826-1878) compositor musical.
- Kurt Reidemeister (1893-1971), matemàtic.
- Johann Christian Ohlhorst (1753-1812), compositor musical, actor i cantant.
- Franz Varrentrapp (1815-1877), químic i editor
- Wilhelm Müller (1834-1897), violoncel·lista.